# Nycerella aprica
Nycerella aprica là một loài nhện trong họ Salticidae.
Loài này thuộc chi Nycerella. Nycerella aprica được Elizabeth Maria Gifford Peckham & George William Peckham miêu tả năm 1896.